# Placa Luminosa
O Placa Luminosa é uma banda brasileira formado em 1977 no estado de São Paulo.

## História
Na década de 70, os irmãos Ari e Ribah Nascimento deixaram Brasília e partiram para São Paulo. Na capital paulista formaram uma banda chamada de Corrente de Força, onde tocavam com Luizão (bateria e percussão) e Jessé (vocal solo e teclados). Mesmo com pouco tempo de vida, o grupo conseguiu emplacar a canção "Sino Sinal Aberto", de Clodo Ferreira, na Rádio Excelsior.
Em 1977, o quinteto gravou e lançou o primeiro álbum, batizado com o nome da banda.
O nome veio do título de uma canção com a qual o cantor e compositor Clodo Ferreira venceu o primeiro festival do Ceub, em 1972. No início, a banda se apresentava nos principais palcos de clubes, teatros e ginásios no eixo São Paulo-Minas-Paraná.
A música "Velho Demais" foi o primeiro sucesso do grupo e tema da novela global "Sem Lenço, Sem Documento", de 1977, e que abriu as portas para que eles participassem de inúmeros festivais de música.
No começo dos anos 80, a banda colaborou com o então 3º melhor trombonista do mundo, Raul de Souza, e ganhou ainda mais popularidade no país. Naquela mesma época foi lançado o LP "Neon".
César Camargo Mariano apresentou a banda para Ney Matogrosso e juntos dividiram o palco principal do primeiro Rock in Rio, em 1985, sendo o primeiro grupo de músicos brasileiros a se apresentar no festival.
Ainda em 1985, participaram do Festival dos Festivais, com a canção Mira Ira (Nação Mel), que ficou em 2º lugar e ainda conquistou o prêmio de melhor arranjo, construído na época por Mário Lúcio Marques.
Ainda na década de 80, a banda ainda teve o hits "Fica comigo" (Thomas Roth e Arnaldo Saccomani), da novela "Top Model" e "Ego", da novela "Mico Preto".
Em 2019, anunciam uma turnê com a banda Rádio Táxi.
Em 14 de outubro de 2021, Ribah Nascimento morreu aos 71 anos de idade, em Brasília, vítima de Covid-19.

## Discografia
- 1977 – Velho Demais
- 1978 – Chuvas e Trovoadas
- 1979 – Riacho da Lagoa
- 1981 – Neon
- 1988 – Placa Luminosa
- 1989 – Parece Real
- 1991 – Romance
- 1997 – Ponto de Partida
- 2006 – Beleza que se Espalha
- 2007 – DVD 30 Anos

### Participações
- Jessé, fundador do grupo
- Marcos Castro Assis SP
- Jorge Ben Jor, Músicas para Tocar em Elevador (1997)
- Ney Matogrosso, Destino de Aventureiro (1985)
- César Camargo Mariano, A todas as amizades (1983)
- Tim Maia, vários shows (1982)
- Cláudio Tranjan, teclados
- Alex Oliver, teclados
- José Lobão , Lobão banda Blow Up, Back Vocals
- Jota Resende, Teclados
- Marcos Castro (Assis SP)
- Fat Family, vários shows e apresentações ao vivo (1998)